# Каїнові сльози
«Каїнові сльози» (укр. Каїнові сльози; інша назва: «І чорт відмовився») — радянський короткометражний сатирико-пропагандистський мультфільм 1981 року режиссёра Тадеуша Павленка за однойменним віршем памфлетиста та поета Ярослава Королевича.

## Сюжет
Мультфільм розповідає про націоналіста-фашиста, який продавався різним країнам, недружнім по відношенню до СРСР. Він був визнаний зрадником, що поєднує риси Каїна и Юда Іскаріота. Мультфільм закінчується віршованим чотиривіршом:

Ну що ж, вилить собі, 

Кричить най у тузі звіриною,

Над морем каїнових сліз

Сміється Україна.

## Робоча група
- Режисер: Тадеуш Павленко
- Сценаристи: Юрій Новиков, Борис Крижанівський
- Художник-постановщик: Радна Сахалтуєв
- Оператор: Петро Ракітін
- Композитор: Іван Карабиць

## Про мультфільм
- У мультфільмі бере участь вокально-інструментальний ансамбль «Кобза».
- У 1987 році було випущено однойменну книгу, натхненну мультфільмом (автор: Микола Рішко, художник: Олександр Гойда)[3].